# Дмитриев, Артур Артурович
Арту́р Арту́рович Дми́триев (род. 7 сентября 1992 года в Санкт-Петербурге, Россия) — российский фигурист, выступающий в одиночном катании. Чемпион России среди юниоров 2011 года. Мастер спорта России, Мастер спорта России международного класса.
Артур Дмитриев — студент Московской государственной академии физической культуры. Он стал первым в истории, кому удалось исполнить каскад «тройной лутц — тройной флип» на официальных стартах на турнире серии «Челленджер» Nebelhorn Trophy 2018. В 2018 году на этапе Гран-при Rostelecom Cup, также впервые в истории совершил попытку прыжка в 4,5 оборота аксель.

## Биография
Сын двукратного олимпийского чемпиона в парном фигурном катании Артура Дмитриева и чемпионки мира по художественной гимнастике, хореографа Татьяны Дручининой.
Осенью после олимпийского сезона 2014 года на кубке Ниццы он улучшил свои достижения в короткой программе и занял общее второе место. В начале ноября на Кубке Вольво в Риге неудачно выступил в короткой программе, однако сумел собраться на произвольную и откатал её без серьёзных погрешностей; улучшив попутно спортивные достижения в ней и переместился с шестого места на третье. На российском чемпионате он занимал после короткой программы 15-е место, однако в произвольной из-за травмы был вынужден закончить турнир.
На первом же старте нового сезона он на турнире в Австрии занял первое место. Также он был первым и на следующем турнире на кубке Вольво в Таллине. На национальном чемпионате финишировал в середине таблице. В феврале 2016 года выиграл Кубок Сараево, сумев обойти участника европейского чемпионата Петрова. Затем он выиграл финал Кубка России.
В межсезонье над программами фигуриста работал и действующий узбекский фигурист Миша Ге. Предолимпийский сезон начал в Германии на турнире Небельхорн, где занял шестое место. В начале ноября выступал на домашнем этапе Гран-при в Москве, где на Кубке Ростелекома занял место в середине[уточнить] турнирной таблицы. В середине ноября россиянин выступал на этапе Гран-при в Париже, где на турнире Trophée de France финишировал в середине[уточнить] турнирной таблицы. В начале декабря выступил в Хорватии на турнире Золотой конёк Загреба, где занял девятое место. В конце декабря на национальном чемпионате замкнул восьмёрку лучших. В начале февраля 2017 года выступал в Алма-Ате на зимней Универсиаде, где в упорной борьбе упустил бронзовую медаль. При этом ему удалось улучшить свои прежние достижения в короткой программе.
В конце мая сменил тренера и перешёл к Илье Климкину. В начале декабря начал олимпийский сезон он принял участие в Золотом коньке Загреба, где финишировал с бронзовой медалью. На национальном чемпионате в середине декабря в Санкт-Петербурге финишировал пятым. Так он попал запасным в состав сборной России. В конце февраля 2018 года на финале Кубка России финишировал рядом с пьедесталом.[уточнить]

## Программы
| Сезон     | Короткая программа                                                                              | Произвольная программа                                                                             |
| --------- | ----------------------------------------------------------------------------------------------- | -------------------------------------------------------------------------------------------------- |
| 2021-2022 | «tricky tricky» Lou Bega                                                                        | Cornifield Chase Hans Zimmer                                                                       |
| 2014—2015 | «Поганый пляс Кащеева царства» балет «Жар-птица» Игорь Стравинский хореограф Татьяна Прокофьева | Саундтрек к фильму «Миссия невыполнима — 2» Ханс Циммер хореограф Владимир Варнава                 |
| 2013—2014 | «Сарабанда» Георг Фридрих Гендель хореограф Николай Морозов                                     | «Д’Артаньян» Максим Родригес хореограф Николай Морозов                                             |
| 2011—2012 | Саундтрек к фильму «Битлджус» Дэниел Эльфман хореограф Ирина Тагаева                            | «Piano Fantasy» Уильям Джозеф хореограф Ирина Тагаева                                              |
| 2010—2011 | «Нострадамус» Максим Мрвица хореограф Татьяна Дручинина                                         | «Gypsy Dance» хореограф Татьяна Дручинина                                                          |
| 2009—2010 | «Нострадамус» Максим Мрвица хореограф Татьяна Дручинина                                         | Саундтрек к фильму «Пираты Карибского моря» Клаус Баделт и Ханс Циммер хореограф Татьяна Дручинина |

## Результаты выступлений

### С 2018 года
| Соревнования/Сезон                | 2017—2018 | 2018—2019 |
| --------------------------------- | --------- | --------- |
| Этапы Гран-при: Кубок Ростелекома |           | 11        |
| Nebelhorn Trophy                  |           | 3         |
| Золотой конёк Загреба             | 3         |           |
| Чемпионат России                  | 5         | 9         |
| Финал Кубка России                | 4         | 8         |
| Этапы Кубка России. III этап      | 3         | 1         |
| Этапы Кубка России. V этап        | 2         |           |

### До 2018 года
| Соревнование/Сезон                    | 2009—2010 | 2010—2011 | 2011—2012 | 2012—2013 | 2013—2014 | 2014—2015 | 2015—2016 | 2016—2017 |
| ------------------------------------- | --------- | --------- | --------- | --------- | --------- | --------- | --------- | --------- |
| Этапы Гран-при: Кубок Ростелекома     |           |           |           |           |           |           |           | 10        |
| Этапы Гран-при: Trophée de France     |           |           |           |           |           |           |           | 9         |
| Золотой конёк Загреба                 |           |           |           |           |           |           |           | 9         |
| Nebelhorn Trophy                      |           |           |           |           | 4         |           |           | 6         |
| Международный кубок Ниццы             | 2 J.      |           | 7         |           |           | 2         |           |           |
| Ice Challenge                         |           |           |           |           |           |           | 1         |           |
| Кубок Volvo                           |           |           |           |           |           | 3         | 1         |           |
| Кубок Сараево                         |           |           |           |           |           |           | 1         |           |
| Зимняя Универсиада                    |           |           |           |           |           |           |           | 4         |
| Чемпионаты России                     | 14        | 7         | 5         | 9         | 9         | WD        | 10        | 8         |
| Финал кубка России                    |           |           |           | 6         |           |           | 1         | 6         |
| Чемпионаты мира среди юниоров         | 7         | 8         | 14        |           |           |           |           |           |
| Этапы юниорского Гран-при, Италия     |           |           | 4         |           |           |           |           |           |
| Этапы юниорского Гран-при, Польша     |           |           | 2         |           |           |           |           |           |
| Этапы юниорского Гран-при, Германия   |           | 4         |           |           |           |           |           |           |
| Этапы юниорского Гран-при, Чехия      |           | 2         |           |           |           |           |           |           |
| Первенство России среди юниоров       | 2         | 1         | 2         |           |           |           |           |           |
| Этапы Кубка России. I этап            |           |           |           |           |           | 2         | 4         |           |
| Этапы Кубка России. II этап           | 12 юн.    |           |           |           | 2         |           |           | 2         |
| Этапы Кубка России. III этап          | 1 юн.     |           |           |           |           |           |           |           |
| Этапы Кубка России. IV этап           | 5         | 4         | 4         |           |           |           | 1         |           |
| Этапы Кубка России. V этап            |           |           |           | 2         |           | 1         |           |           |
| Этапы Кубка Санкт-Петербурга. I этап  | 2 юн.     |           |           |           |           |           | 2         | 3         |
| Этапы Кубка Санкт-Петербурга. II этап | 1 юн.     | WD        |           |           |           | 2         |           |           |
| Чемпионат Санкт-Петербурга            |           |           |           |           |           |           | 1         |           |
| Мемориал Н. А. Панина                 | 1 юн.     |           |           |           |           |           | 3         |           |
| Открытое первенство Москвы            | 1         |           |           |           |           |           |           |           |

WD — фигурист соревнования не закончил.
J = юниорский уровень.

## Семья
Жена — Дмитриева (Уколова) Екатерина Анатольевна. Сын Александр.